# 中野区立啓明小学校
中野区立啓明小学校（なかのくりつ けいめいしょうがっこう）は東京都中野区大和町1丁目にある区立小学校。

## 沿革
- 1926年（大正15年）
  - 7月19日 - 野方尋常高等小学校から一部児童を分離収容し、東京府豊多摩郡野方第五尋常小学校として創立[1]。
  - 7月21日 - 開校落成式挙行[1]。
- 1932年（昭和7年）
  - 2月11日 - 校旗と校歌を制定[1]。
  - 10月1日 - 豊多摩郡の東京市への編入により、東京市野方第五尋常小学校と改称[1]。
- 1938年（昭和13年）6月13日 - 東京市立新井尋常小学校新設により、本校児童の一部を分離[1]。
- 1941年（昭和16年）4月1日 - 国民学校令により、東京市啓明国民学校と改称[1]。
- 1945年（昭和20年） - 戦災により、校舎焼失。
- 1947年（昭和22年） - 学制改革により、中野区立啓明小学校と改称[1]。
- 1948年（昭和23年）9月27日 - 復旧工事に着手[1]。
- 1949年（昭和24年）2月3日 - 校舎完成[1]。
- 1970年（昭和45年） - 現校舎建設・完成[3]。

## 教育目標
- よく学び よく遊び ～やさしく かしこく たくましく～

## 通学区域と進学先中学校
出典

### 通学区域
- 野方1丁目（36番～42番・49番～58番）
- 野方2丁目（34番～69番）
- 野方5丁目（6番・8番～9番）
- 野方5丁目（7番(1号～5号・18号～23号)・野方団地）
- 大和町1丁目（全域）
- 大和町2丁目（全域）
- 若宮1丁目（1番～3番・4番(1号～8号・21号～23号)・7番(1号～9号・15号～16号)・8番(1号～6号・14号～19号)・11番(1号・2号・15号)）

### 進学先中学校
公立中学校に進学する場合
- 中野区立明和中学校

## アクセス
- 関東バス「中01」・「中03」・「宿05」・「赤31」・「高10」・「高60」・「高63」・「高70」・「K01」・「K02」・「阿佐ヶ谷営業所入出庫」の各系統で、「野方二丁目」停留所下車後、徒歩3分。
- JR東日本中央線高円寺駅（北口）より、
  - 徒歩15分。
  - 上述の関東バスに乗車し、「野方二丁目」停留所下車後、徒歩3分。
- JR東日本中央線・東京メトロ東西線中野駅から、上述の関東バスに乗車し、「野方二丁目」停留所下車後、徒歩3分。
- 西武鉄道新宿線野方駅から、徒歩10分。
- 西武鉄道池袋線練馬駅から、上述の関東バスに乗車し、「野方二丁目」停留所下車後、徒歩3分。
  - なお、高円寺駅・中野駅・練馬駅から、「野方二丁目」停留所を経由する系統については、関東バスホームページを検索するか、担当営業所まで要問い合わせ。

## 学校周辺
- 東京都道318号環状七号線
- このほかは、中小規模のマンション・アパートなどの住宅や医療機関などが点在する。